# Jakub Śmiechowski
Jakub «Kuba» Śmiechowski (Varsovia, 11 de octubre de 1991) es un piloto de automovilismo polaco. Compite para Inter Europol Competition en la clase LMP2, en WEC o IMSA. Entre sus logros más destacados se encuentran la obtención del título de Asian Le Mans Series en LMP3 y la victoria en las 24 Horas de Le Mans 2023 en LMP2.

## Resumen de carrera
| Temporada | Categoría                                          | Equipo                                     | Carreras | Victorias | Poles | VR | Podios | Puntos | Pos. |
| --------- | -------------------------------------------------- | ------------------------------------------ | -------- | --------- | ----- | -- | ------ | ------ | ---- |
| 2009      | Fórmula Renault 2.0 Italia                         | Kochanski Motorsport Project               | 6        | 0         | 0     | 0  | 0      | 29     | 21.º |
| 2010      | Fórmula Renault 2.0 NEC                            | Kochanski Motorsport                       | 19       | 0         | 0     | 0  | 0      | 193    | 7.º  |
| 2010      | Eurocopa de Fórmula Renault 2.0                    | Kochanski Motorsport                       | 4        | 0         | 0     | 0  | 0      | 0      | NC†  |
| 2011      | Fórmula Renault 2.0 NEC                            | Inter Europol Competition                  | 20       | 0         | 0     | 0  | 0      | 121    | 12.º |
| 2011      | Fórmula 2000 Light Winter Trophy                   | Inter Europol Competition                  | 2        | 0         | 0     | 0  | 1      | 36     | 4.º  |
| 2012      | Fórmula Renault 2.0 NEC                            | Inter Europol Competition                  | 19       | 0         | 0     | 0  | 0      | 75     | 25.º |
| 2013      | Fórmula Renault 2.0 NEC                            | Inter Europol                              | 15       | 0         | 0     | 0  | 0      | 15     | 39.º |
| 2013      | Remus Fórmula Renault 2.0 Cup                      | Inter Europol Competition                  | 6        | 6         | ?     | ?  | 6      | 150    | 1.º  |
| 2014      | BOSS GP - Open                                     | Inter Europol Competition                  | 16       | 2         | 1     | 0  | 11     | 276    | 1.º  |
| 2014      | CEZ E2-2000                                        | Inter Europol Competition                  | ?        | ?         | ?     | ?  | ?      | 112    | 3.º  |
| 2014      | Remus F3 Cup                                       | Inter Europol Competition                  | 8        | 3         | ?     | 3  | 7      | 156    | 2.º  |
| 2015      | BOSS GP - Formula Class                            | Inter Europol Competition                  | 14       | 5         | 3     | 5  | 14     | 277    | 2.º  |
| 2015      | Remus F3 Cup                                       | Inter Europol Competition                  | 8        | 2         | 2     | 2  | 4      | 121    | 4.º  |
| 2015      | CEZ E2-2000                                        | Inter Europol Competition                  | ?        | ?         | ?     | ?  | ?      | 193    | 2.º  |
| 2015      | Campeonato Austríaco de Circuitos - División 1     | Inter Europol Competition                  | ?        | ?         | ?     | ?  | ?      | 227    | 2.º  |
| 2015      | ESET V4 Cup - Fórmula                              | Inter Europol Competition                  | ?        | ?         | ?     | ?  | ?      | 127    | 2.º  |
| 2016      | Challenge Endurance LMP3 LMP2 V de V               | Inter Europol Competition                  | 7        | 5         | 3     | 0  | 6      | 294.5  | 1.º  |
| 2016      | European Le Mans Series - LMP3                     | Inter Europol Competition                  | 6        | 0         | 0     | 0  | 0      | 24.5   | 12.º |
| 2017      | V de V Endurance Series - LMP3                     | Inter Europol Competition                  | 7        | 2         | 0     | 0  | 4      | 218.5  | 1.º  |
| 2017      | European Le Mans Series - LMP3                     | Inter Europol Competition                  | 6        | 0         | 0     | 0  | 1      | 56     | 5.º  |
| 2017      | GT & Prototype Challenge - LMP3                    | Inter Europol Competition                  | 10       | 4         | 6     | 6  | 9      | 208    | 2.º  |
| 2018      | European Le Mans Series - LMP3                     | Inter Europol Competition                  | 6        | 1         | 0     | 0  | 2      | 70.25  | 2.º  |
| 2018      | V de V Endurance Series - LMP3                     | Inter Europol Competition                  | 7        | 1         | 0     | 0  | 4      | 145.5  | 5.º  |
| 2018-19   | Campeonato Mundial de Resistencia de la FIA - LMP2 | Inter Europol Competition                  | 1        | 0         | 0     | 0  | 0      | 0      | NC†  |
| 2018-19   | Asian Le Mans Series - LMP3                        | Inter Europol Competition                  | 4        | 2         | 0     | 0  | 4      | 87     | 1.º  |
| 2019      | European Le Mans Series - LMP2                     | Inter Europol Competition                  | 6        | 0         | 0     | 0  | 0      | 2      | 28.º |
| 2019-20   | Campeonato Mundial de Resistencia de la FIA - LMP2 | Inter Europol Competition                  | 1        | 0         | 0     | 0  | 0      | 0      | NC†  |
| 2019-20   | Asian Le Mans Series - LMP2                        | Inter Europol Competition                  | 4        | 0         | 0     | 0  | 0      | 28     | 5.º  |
| 2020      | European Le Mans Series - LMP2                     | Inter Europol Competition                  | 5        | 0         | 0     | 0  | 0      | 15.5   | 16.º |
| 2020      | WeatherTech SportsCar Championship - LMP2          | Inter Europol Competition                  | 2        | 0         | 0     | 0  | 1      | 58     | 11.º |
| 2021      | Campeonato Mundial de Resistencia de la FIA - LMP2 | Inter Europol Competition                  | 6        | 0         | 0     | 0  | 1      | 84     | 6.º  |
| 2022      | Campeonato Mundial de Resistencia de la FIA - LMP2 | Inter Europol Competition                  | 6        | 0         | 0     | 0  | 0      | 20     | 15.º |
| 2023      | Campeonato Mundial de Resistencia de la FIA - LMP2 | Inter Europol Competition                  | 7        | 1         | 0     | 0  | 2      | 114    | 2.º  |
| 2024      | IMSA SportsCar Championship - LMP2                 | Inter Europol by PR1/Mathiasen Motorsports | 5        | 0         | 0     | 0  | 2      | 1581   | 17.º |
| 2024      | 24 Horas de Le Mans - LMP2                         | Inter Europol Competition                  |          |           |       |    |        |        | 2.º  |
| Fuente:   |                                                    |                                            |          |           |       |    |        |        |      |

- † Era piloto invitado, por lo que no sumó puntos.

## Resultados

### 24 Horas de Le Mans
| Año     | Equipo                    | Copilotos                         | Automóvil             | Clase | Vueltas | Pos. | Pos. Clase |
| ------- | ------------------------- | --------------------------------- | --------------------- | ----- | ------- | ---- | ---------- |
| 2019    | Inter Europol Competition | Nigel Moore James Winslow         | Ligier JS P217-Gibson | LMP2  | 325     | 45.º | 16.º       |
| 2020    | Inter Europol Competition | René Binder Matevos Isaakyan      | Ligier JS P217-Gibson | LMP2  | 316     | 42.º | 17.º       |
| 2021    | Inter Europol Competition | Alex Brundle Renger van der Zande | Oreca 07-Gibson       | LMP2  | 360     | 10.º | 5.º        |
| 2022    | Inter Europol Competition | Alex Brundle Esteban Gutiérrez    | Oreca 07-Gibson       | LMP2  | 360     | 17.º | 13.º       |
| 2023    | Inter Europol Competition | Albert Costa Fabio Scherer        | Oreca 07-Gibson       | LMP2  | 328     | 9.º  | 1.º        |
| 2024    | Inter Europol Competition | Vladislav Lomko Clément Novalak   | Oreca 07-Gibson       | LMP2  | 297     | 16th | 2.º        |
| Fuente: |                           |                                   |                       |       |         |      |            |